# Tchad vid världsmästerskapen i friidrott 2023
Tchad tävlade vid världsmästerskapen i friidrott 2023 i Budapest i Ungern mellan den 19 och 27 augusti 2023.

## Resultat
Tchads trupp bestod av en idrottare.

### Herrar
Gång- och löpgrenar
| Idrottare           | Gren      | Inledande omgång | Inledande omgång | Försöksheat | Försöksheat | Semifinal | Semifinal | Final    | Final     |
| Idrottare           | Gren      | Resultat         | Placering        | Resultat    | Placering   | Resultat  | Placering | Resultat | Placering |
| ------------------- | --------- | ---------------- | ---------------- | ----------- | ----------- | --------- | --------- | -------- | --------- |
| Yaouna Aziz Golomou | 100 meter | 0DNS0            | 0DNS0            | 0DNS0       | 0DNS0       | 0DNS0     | 0DNS0     | 0DNS0    | 0DNS0     |